# Wandsworth Bridge
Le Wandsworth Bridge est un pont de la ville de Londres traversant la Tamise, reliant Battersea dans le borough de Wandsworth sur la rive sud à Sands End et Parsons Green dans le borough de Hammersmith et Fulham sur la rive nord.
Le premier pont sur le site est un pont à péage construit par Julian Tolmé (en) en 1873 dans l'optique que le terminus ouest de la Ligne Hammersmith soit prochainement construit sur la rive nord, conduisant à une forte augmentation du nombre de personnes voulant traverser la rivière à cet endroit. Le terminus ferroviaire n'a pas été construit, et les problèmes de drainage sur la route d'accès ont rendu la passerelle difficile d'accès pour les véhicules. Wandsworth Bridge a été un échec commercial, en 1880 il a été nationalisé et rendu gratuit. Ce pont était trop étroit pour les bus et en 1926 une Commission Royale a recommandé son remplacement.
En 1937 le pont conçu par Tolmé a été démoli. Le pont actuel à poutres en porte-à-faux conçu par Sir Thomas Peirson Frank (en) a été ouvert en 1940. Au moment de son ouverture il a été peint en nuances de bleu comme camouflage contre les raids aériens, ce choix de couleurs a été conservé après la seconde guerre mondiale. Bien que le Wandsworth Bridge soit l'un des ponts les plus achalandés de Londres, supportant plus de 50 000 véhicules par jour, il a été décrit comme "probablement le moins remarquable pont de Londres".

## Localisation et Contexte
Bien que se faisant face de chaque côté de la Tamise, les quartiers de Fulham sur la rive nord et Wandsworth sur la rive sud ont été historiquement isolés l'un de l'autre; les points de passage les plus proches étant Putney Bridge à l'ouest et Battersea Bridge à l'est, éloignés de plusieurs kilomètres. Le courant rapide de l'étroite Rivière Wandle à Wandsworth a permis la construction de moulins à eau, conduisant à la propagation rapide de l'industrie dans la région au cours du XIXe siècle. Malgré la proximité du pont de Battersea ouvert en 1863, la pression des résidents locaux et des entreprises pour construire un nouveau pont a augmenté car l'agglomération londonienne a continué de gagner du terrain au cours du XIXe siècle.
En 1864, il était prévu que la ligne de métro Hammersmith & City aurait son terminus ouest construit sur la rive nord de la rivière entre Chelsea et Fulham. En prévision d'une augmentation de la demande pour traverser la rivière, une Loi du Parlement a donné l'autorisation à la Wandsworth Bridge Company de construire un pont financé par des péages , à condition que le pont soit large d'au moins 40 pieds (12,192 m) et ne traverse pas la rivière avec plus de trois travées. Rowland Mason Ordish a conçu ce pont en utilisant la méthode Ordish–Lefeuvre pour se conformer à la Loi, il est de conception similaire à son voisin Albert Bridge. Wandsworth Bridge et Albert Bridge ont été approuvés le même jour, et ont été les derniers ponts à péage privés autorisés à Londres.

## Pont de 1837
L'entreprise a été dans l'incapacité de financer la construction conçue par Ordish  et en 1870, une nouvelle Loi du Parlement a été adoptée, donnant la permission de construire un pont de 30 pieds (9,144 m) de large, traversant la rivière avec cinq travées. 
Il a été demandé à Ordish de concevoir un pont moins cher avec les nouvelles spécifications, mais a refusé de changer le design, donc Julian Tolmé a été nommé concepteur à sa place. Tolmé a conçu un pont de poutre en treillis d'acier. Il a coûté 40 000 livres (environ 3 661 488 livres en 2025) à construire, et se composait de cinq travées identiques soutenues par quatre piliers de béton armé. 

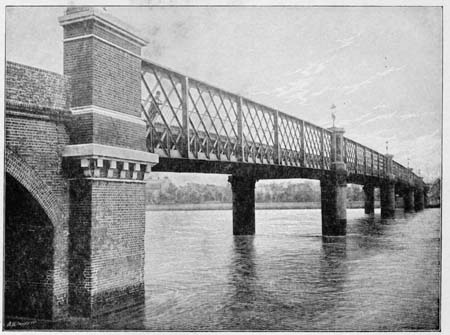
Pont de 1837

Les piliers cylindriques de 14 pieds (4,2672 m) ont été coulés dans le lit de la rivière. L'ouverture était prévue début 1873, mais une grève des ouvriers a retardé le projet et une troisième Loi du Parlement était nécessaire pour donner à l'entreprise le temps de résoudre le différend et de compléter le projet.
Wandsworth Bridge a été officiellement inauguré lors d'une petite cérémonie en 1873, un buffet a été proposé au pub Spread Eagle. La structure étant faite de matériaux dépareillés et bon marché, le nouveau pont a suscité peu d'enthousiaste l'Illustrated London News, a fait remarquer au moment de son ouverture, que "Aucune tentative n'a été faite pour produire de l'effet architectural, la structure est substantielle plutôt que d'ornement". Le montant du péage était de 1⁄2 penny pour les piétons et 6 pour les chariots.
En 1867, la société Hammersmith and City Railway a été absorbée par le chemin de Fer Métropolitain et la Great Western Railway. Le projet de terminus à Fulham a été abandonné et la ligne se tourne vers Richmond. Le manque de liaisons ferroviaires lors l'ouverture sur la rive nord signifie une faible utilisation du pont.La conception de Tolmé n'était pas assez robuste pour transporter des véhicules lourds, et les problèmes de drainage sur la route qui mène au nord décourage les véhicules de l'utilisation du Wandsworth Bridge.

### Propriété publique
Le Wandsworth Bridge n'a jamais levé suffisamment de recettes de péage pour couvrir les frais de réparation et d'entretien. En 1877, le Metropolis Toll Bridges Act a été adoptée et en 1880, le Wandsworth Bridge ainsi que d'autres ponts de londoniens est devenu propriété publique de la Metropolitan Board of Works,. Malgré le fait d'avoir fonctionné à perte tout au long de sa durée de vie, le Conseil d'Œuvres a payé £53,313 (environ 5 055 693 livres en 2025) pour le pont,, une prime substantielle en comparaison des £40,000 de coût de construction. Le 26 juin 1880, Edward le Prince de Galles, et Alexandra la Princesse de Galles, ont présidé une cérémonie d'abolition des péages sur les trois ponts
Au moment où il a été nationalisé, le pont était en très mauvais état. En 1891, une limite de poids de 5 tonnes a été introduite et en 1897, une limite de vitesse de 10 mille par heure (16 km/h) a été imposée. Avec son étroitesse et les restrictions de poids, par ce point devient une passerelle. Comme l'étroitesse et les restrictions de poids signifiait qu'il était incapable de supporter les autobus, en 1926 une Commission Royale a recommandé son remplacement et le London County Council a accepté de financer un nouveau pont sur le site. En 1928, il a été décidé de donner la priorité à l'élargissement du Putney Bridge, et le remplacement de Wandsworth Bridge a été retardé.

## Pont de 1940
En 1935, le ministère des Transports a accepté de financer 60 % des 503 000 £ (environ 27 669 070 de livres en 2025) nécessaires au remplacement du pont,, et le London County Council a approuvé un nouveau design de Sir Thomas Peirson Frank (en), pour une construction de trois travées en acier pont cantilever de 60 pieds (18,288 m) de largeur, permettant deux voies de circulation dans chaque sens, et conçu pour permettre l'élargissement à 80 pieds (24,384 m) si nécessaire,.  Le design a été présenté à la Commission royale des beaux-arts pour approbation, avec une note indiquant que "dans la conception du pont la simplicité du traitement a été effectuée, exprimée dans une technique essentiellement liée au matériel proposé pour sa construction". Bien que la Commission ait exprimé sa préoccupation en estimant que le pont pourrait être trop étroit, la conception a été approuvée. Le travail a été soumis à appel d'offres, avec une stipulation que tous les matériaux utilisés dans la construction du nouveau pont devrait être d'origine ou de fabrication britannique .

Le marché pour le nouveau pont a été décerné à M. Holloway Frères (Londres), et les travaux ont commencé en 1937. Une passerelle temporaire qui avait été utilisé durant les travaux de réaménagement de Chelsea Bridge entre 1935 et 1937, a été ré-érigé à côté de Wandsworth Bridge et le pont démoli. Le nouveau pont devrait être terminé en 1939 ; cependant, une pénurie d'acier liée à la Seconde Guerre mondiale a retardé son ouverture jusqu'au 25 septembre 1940. Les panneaux en acier du revêtement du pont ont été peints dans différentes nuances de bleu pour servir de camouflage aux raids aériens allemands et italiens, un choix de couleurs conservé aujourd'hui. Bien que c'est l'un des ponts les plus achalandés de Londres avec le passage de plus de 50 000 véhicules par jour, le ton terne de ses couleurs et un design minimaliste l'ont amenée à être décrit comme "probablement le pont le moins remarquable  de Londres".

Vues du pont
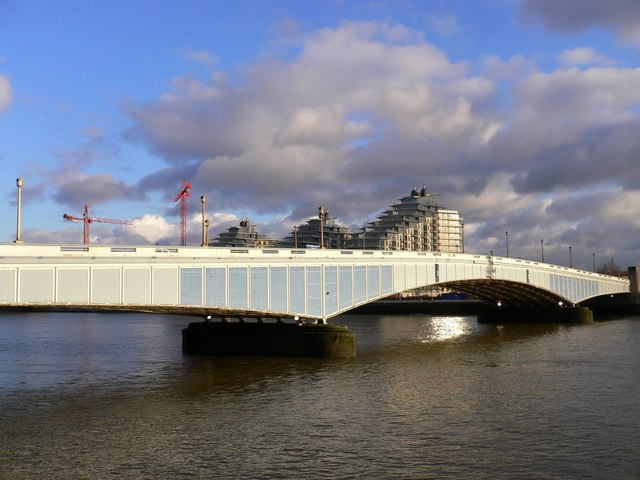
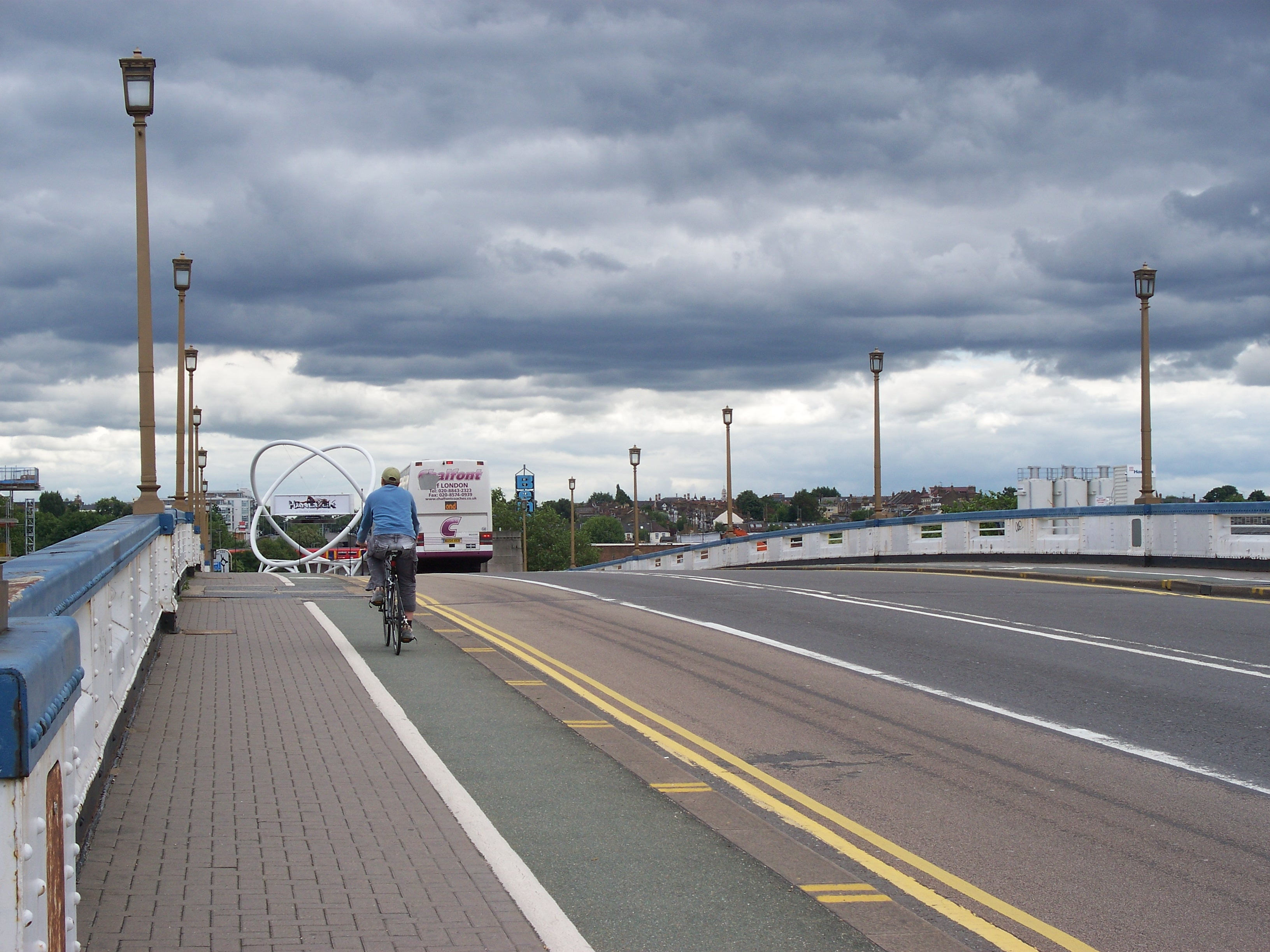
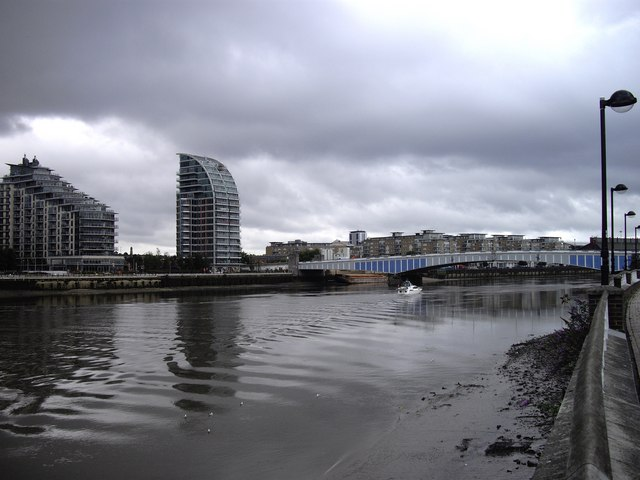

### Évolution ultérieure
Historiquement, la route d'accès sud était en mauvais état et difficile à utiliser. En 1969, le Conseil du Grand Londres a construit la route A214, une deux fois trois voies reliant l'extrémité sud de Wandsworth Bridge à Tooting. L'extrémité sud du pont est un grand rond-point adjacent à la station de chemin de fer Wandsworth Town, où les Route Bridgend (A217), Route de York (A3205), Swandon Moyen (A217) et Trinity Road (A214) se rejoignent. Le rond-point a servi de décor pour certaines scènes d'Orange Mécanique (1971),.  
Le Wandsworth Bridge marque la limite au-delà de laquelle une limitation de vitesse inférieure est appliquée sur la Tamise. De 12 nœuds de la limite de vitesse en vigueur en aval de Wandsworth jusqu'à Margaretness passe 8 nœuds.